# Јон Кожар
Јон Кожар (рум. Ion Cojar; Рекаш, 9. јануар 1931 — Букурешт, 18. октобар 2009) је био румунски професор глуме, истраживач, позоришни редитељ и глумац шокачког порекла. 

## Биографија
Јон Кожар је рођен 9. јануара 1931. године у Рекашу, жупанија Тимиш. Он је променио стари начин схватања глуме у Румунији, када је глумац учен како да игра позориште, претвара се, тумачи, имитира или опонаша осећања, емоције или ликове, новим који обавезује глумце, редитеље и наставнике да стварају околности. у коме се може родити истина живота, а глумци изаћи на сцену или на сет кроз истинске реалистичко-психолошке процесе, на крају којих се они стварно и лично мења као личност, тако да гледаоци могу пратити животне процесе, да разумеју и верују у оно што виде и чују, да могу да саосећају са глумцима.
Кожар је сматрао да се за аутентичну улогу не смеју предвиђати психоемоционални процеси глумца, уз његове речи, покрете тела и физиолошке промене које су резултат тих процеса, јер се на тај начин били би усидрени у унапред створеним идејама и не би били нови и оригинални, а такође не морају бити свесно контролисани, пошто не можемо да посматрамо сопствене процесе док се одвијају, а да их не прекидамо. Тврдио је да можемо са сигурношћу знати да се глумац не претвара или глуми, већ да пролази кроз истински процес када видимо тренутне органске промене у боји и текстури његовог лица, као када крв тренутно преплави његове судове у важним тренуцима, јер је ове трансформације немогуће опонашати.
Као професор и истраживач на Националном универзитету позоришта и филма у Букурешту, вођен принципом процес, а не успех, Кожар је са својим студентима радио на томе да развију специфичан психо-емоционални механизам који уз коришћење специфичне методе глуме, би им омогућило да лако трансформишу конвенције у истину о животу (конвенције као што су измишљене и имагинарне животне ситуације, прича, ток и дате линије, личност лика и његов циљ, итд.), за разлику од старе школе глуме где су ученици учили како да играју позориште. Увек је говорио да глумачка уметност нема ништа заједничко са позориштем, изјава која је постала његов заштитни знак.
Професионални глумци који су обучени Кожаревим педагошким методом имају тенденцију да у својим креативним процесима користе глумачку методу проистеклу из претходног. Једна од његових бивших ученица, Луминица Георгхиу, освојила је награду Удружења филмских критичара Лос Анђелеса за најбољу глумицу у споредној улози улогом у филму Moartea domnului Lăzărescu (2005). Професор Мирча Георгиу, још један бивши ученик Јона Кожара, сматра се главним настављачем његове педагошке методе у уметности глуме.

### Редитељ
Као позоришни редитељ, Кожар је такође тврдио да гледаоци, да би у потпуности саосећали са оним што виде и чују, не смеју имати никакве назнаке или утисак да су сведоци позоришне представе, већ аутентичне ситуације или стварног животног догађаја. Хтео је да направи позоришне представе које, парадоксално, уопште не личе на представе, где публика не би нашла апсолутно ниједан елемент који би указивао на то да је сведок позоришне представе, а не догађаја из стварног живота.
Паралелно са развојем своје методе, Јон Кожар је подржао образовни систем у којем ученике не подучава нити обликује наставник, већ у којем је окружење за учење лабораторија експериментисања и самоспознаје, деспецијализације и ослобађања, предубеђења стечених у породици, школи и друштву, окружење у којем ученик остварује и користи свој пуни завичајни стваралачки потенцијал који га чини јединственим.
На теоријском плану, Јон Кожар је сабрао сва своја истраживања и открића у својој књизи под насловом Поетика глумачке уметности. Био је директор Националног позоришта у Букурешту. Одликоване је Орденом Звезда Румуније официрског степена, Doctor Honoris Causa на Универзитету уметности у Таргу Мурешу и почасни је грађанин општине Рекаш. У Рекашу Дом културе и улица носе његово име.

## Филмографија
- Mere roșii (1976)
- Iarba verde de acasă (1977)
- Drumuri în cumpănă (1979)
- Clipa (1979)
- Salutări de la Agigea (1984)
- Cuibul de viespi (1987)
- Cale liberă (1987)
- Martori dispăruți (1988)
- Ambasadori, căutăm patrie (2003)[6]